# Carlos Ibáñez (futbolista)
Carlos Ibáñez García (28 de noviembre de 1930-26 de septiembre de 2015) fue un ex delantero de fútbol chileno que jugó en la selección nacional de Chile en la Copa Mundial de la FIFA 1950. También jugó en el Magallanes.

## Registros en los torneos de la FIFA
| Selección nacional | Año  | Apariciones | Goles |
| ------------------ | ---- | ----------- | ----- |
| Chile              | 1950 | 1           | 0     |